# 赫尔加尔
赫尔加尔，是西班牙安达卢西亚自治区阿尔梅里亚省的一个市镇。 总面积230km2, 总人口979人（2001年），人口密度4人/km2。